# Divisi
Divisi (abgekürzt div.) ist eine Spielanweisung für Streichinstrumente im Orchestersatz, gemäß der mehrstimmige Passagen nicht mit Doppel- oder Mehrfachgriffen gespielt, sondern als Einzeltöne auf die Spieler aufgeteilt werden sollen.
Die Anweisung tritt praktisch nur bei Streichern auf, da nur diese (im Gegensatz zu den Blasinstrumenten des Orchesters) in der Lage sind, Mehrfachklänge zu produzieren. Will der Komponist nicht, dass ein Akkord in Doppel- oder Mehrfachgriffen auf jedem Instrument der Gruppe realisiert wird, sondern dass die Einzeltöne auf die einzelnen Instrumente aufgeteilt werden, so muss er die Bezeichnung divisi über die betreffende Passage setzen, da sonst davon ausgegangen wird, dass die Passage in Doppelgriffen gespielt werden soll. Das Ende dieser Passagen wird durch tutti oder unisono angezeigt. Als spieltechnische Anweisung werden die Ausdrücke divisi, tutti, unisono über das jeweilige System gesetzt. Mitunter wird auch angegeben, wie viele Instrumente eines Verbands die Teilungsstimmen übernehmen sollen (z. B. italienisch a 8 [gesprochen „a otto“], deutsch zu acht und ähnliches).
Obwohl Divisi-Parts naturgemäß in zweistimmig polyphone Schreibweise übergehen, werden sie nur dort, wo es nicht anders möglich ist, vorübergehend in zwei oder falls notwendig sogar noch mehrere eigene Systeme gesetzt. Der Grund für den Einsatz von Divisi-Sätzen liegt neben einer Vereinfachung des Spiels im veränderten Klang, der sich vor allem durch größere Durchschlagskraft, gleichsam Pointiertheit auszeichnet, zugleich aber transparenter, sphärischer, weniger massiv wird. Es ist gängige Praxis, dass je zwei Spieler sich ein sogenanntes Pult (den gemeinsamen Notenständer) teilen. Bei einem Satz divisi in 2 versteht es sich (solange eine anderslautende Anweisung des Komponisten fehlt), dass jeweils der linke Spieler an jedem Pult den einen Divisi-Part übernimmt, der je rechte den anderen. So ändern die Teilungen nichts an der Verteilung des Klangs im Raum.
Üblicherweise nicht angewendet wird die Anweisung divisi bei Instrumenten, die ohnehin nicht fähig sind, Mehrklänge zu spielen, und daher die Töne eines Akkords immer auf mehrere Stimmen aufteilen müssen. Daher sind divisi-Angaben für die anderen Orchesterstimmen, also alle Bläser und Chorstimmen unüblich.